# Credo.Press
Credo.Press (Портал-Credo.Ru або Портал Кредо.ру) — інформаційно-аналітичний інтернет-портал про релігію, що видається в Росії. Створений 2 травня 2002 року. Зареєстрований Міністерством РФ у справах друку, телерадіомовлення і засобів масових комунікацій 18 липня 2002 року. Основна мова — російська. Має українську і англійську версії.

## Головний редактор
Головний редактор Порталу з моменту його заснування — Олександр Солдатов, член Української асоціації релігієзнавців, гостьовий викладач Українського католицького університету у Львові.

## Структура та статистика
Credo.Press (Портал-Credo.Ru) є незалежним позаконфесійним інформаційно-аналітичним інтернет-виданням про релігію. Істотну частку його вмісту становлять матеріали з різних світських та релігійних друкованих і мережевих ЗМІ, аналітичні статті вчених, репортажі власних кореспондентів з місць, інтерв'ю з релігійними лідерами.
Матеріали Порталу представлені наступними блоками:
- новинний (розділи «Анонси», «Стрічка новин», «Репортаж», «Документ» і «Моніторинг ЗМІ»)
- аналітичний (розділи «Думки», «Опінія», «Мережевий навігатор»)
- дослідницько-дискусійний (розділи «Коментар дня», «Інтерв'ю», «Відгуки читачів» і «Vox populi»)
- довідково-бібліографічний (розділи «Бібліотека», «Портрет», «Календар» і «Бібліографія»
- авторські рубрики протопресвітера Михайла Ардова (РПАЦ) «Зі своєї дзвіниці» і єпископа Григорія (Лур'є) «Зона ризику».

Статистика порталу представлена в базах даних «Alexa.Com», «Web.archive.Org», «Cy-pr.Com» и «A.pr-cy.Ru».

## Партнери
У сфері захисту прав людини на свободу віросповідання партнерами Credo.Press (або Порталу-Credo.Ru) є Московська Гельсінкська група, Загальноросійський громадський рух «За права людини», Сахаровський центр, Міжнародна правозахисна група «Агора» та інші організації.
Портал-Credo.Ru є також релігієзнавчим ресурсом, що активно використовується як російськими, так і закордонними дослідниками, інформаційно підтримує російські наукові конференції. Він зазначений в опублікованій Державним департаментом США доповіді як одне з основних джерел інформації для співробітників Посольства США в РФ, що спеціалізуються в галузі свободи совісті.

## Критика Московської патріархії
У полемічних публікаціях, що їх розміщує Портал Credo.Press, активно критикується керівництво Російської православної церкви за зовнішньо та внутрішньоцерковну діяльність. Систематично публікуються матеріали про порушення з боку вищого духовенства РПЦ конституційних прав як православних громадян і рядових кліриків РПЦ, так і представників альтернативного православ'я та інославних християн.
Порушення прав релігійних меншин, що супроводжується відповідними заходами органів державної влади щодо цих груп, «прирівнюється до переслідувань віруючих в радянський період».

## Звинувачення в поширенні екстремістських матеріалів
У липні 2014 р. з ініціативи УФСБ Росії по Володимирській області прокуратура міста Володимира звернулася з позовом до суду про визнання екстремістським вміст відеофільму «Приставне благочестя», який, на думку ФСБ і прокуратури, був опублікований Порталом-Credo.Ru. В ролі відповідача (зацікавленої особи) до суду був притягнений головний редактор Порталу Олександр Солдатов. Пізніше Роскомнадзор провів позапланові перевірки діяльності Порталу і виніс йому попередження про неприпустимість поширення екстремістських матеріалів.

## Нагороди
У номінації «За інформаційне висвітлення релігійного життя Росії» 16 березня 2010 року Портал-Credo.Ru був нагороджений Благодійним фондом «Національна ранкова молитва».